# Municipio de Castle Butte (condado de Perkins)
El municipio de Castle Butte (en inglés: Castle Butte Township) es un municipio ubicado en el condado de Perkins en el estado estadounidense de Dakota del Sur. En el censo del año 2010 tenía una población de 19 habitantes y una densidad poblacional de 0,14 personas por km².

## Geografía
El municipio de Castle Butte se encuentra ubicado en las coordenadas 45°53′25″N 102°31′2″O / 45.89028, -102.51722. Según la Oficina del Censo de los Estados Unidos, el municipio tiene una superficie total de 134.31 km², de la cual 134,18 km² corresponden a tierra firme y (0,1 %) 0,13 km² es agua.

## Demografía
Según el censo de 2010, había 19 personas residiendo en el municipio de Castle Butte. La densidad de población era de 0,14 hab./km². De los 19 habitantes, el municipio de Castle Butte estaba compuesto por el 100 % blancos. Del total de la población el 0 % eran hispanos o latinos de cualquier raza.